# N
N je 14. písmeno latinské abecedy.
- N obecně značí ne, popř. negativní.
- V biochemii je N označení pro aminokyselinu asparagin.
- V genetice je n (popř. 2n) označení pro počet chromozomových sad (ploidii) v buňce.
- Ve fyzice
  - n je označení pro neutron;
  - N je označení pro neutronové číslo atomového jádra
  - N je označení pro nukleon resp. obecné označení pro baryon N (včetně rezonancí), tedy složenou částici s izospinem 1/2, tvořenou třemi kvarky pouze z 1. generace (u nebo d)[1];
- V gramatice
  - n je označení pro střední rod (neutrum).
  - n je označení pro podstatné jméno (z latinského nomen).
- V chemii
  - N je značka dusíku
  - n- je zastaralá názvoslovná předpona označující „normální“ (nerozvětvený) alkan
- V matematice
  - ℕ je označení množiny přirozených čísel.
  - n je typické označení pro nějaký počet (dané přirozené číslo).
- N je mezinárodní poznávací značka Norska.
- V radiokomunikaci je N jeden z prefixů volacích znaků pro USA.
- V soustavě SI
  - N je značka jednotky síly newton.
  - n je značka předpony soustavy SI pro 10−9, nano.
  - n je značka fyzikální veličiny Látkové množství.
- Ve vojenské terminologii je N (November) označení pro časové pásmo UTC−01:00.[2]